# Basílica de Nossa Senhora da Misericórdia (Apizaco)
A Basílica de Nossa Senhora da Misericórdia (Basílica Menor), é uma igreja católica localizada na cidade de Apizaco, no estado de Tlaxcala, México. Sua construção começou na terceira década do século XX e culminou-se no ano 1961. É o único edifício religioso de Tlaxcala que conta com este tipo de arquitetura Neogótico.

## História
O sacerdote Adolfo Sebastián foi quem projetou este edifício, ainda que não pôde completar o projeto, sendo o Padre Marcial Aguilar González quem tomou o compromisso de terminar a edificação da Basílica. Quanto aos planos arquitetônicos, esiveram a cargo dos  engenheiros Miguel Pardo e Rodolfo Zenteno que foi quem o viu terminado.
Foi erigido em Basílica Menor pelo então delegado apostólico da Santa Sé, Luigi Raymondi, mediante decreto que emitiu o Papa Paulo VI em Roma aos 5 de dezembro de 1963 e foi executado aos 12 de maio de 1964.

## Características
É um edifício religioso pertencente à Igreja Católica, de pedra lavrada e estilo neogótico. A Basílica tem três naves de pedra lavrada ao estilo das catedrais góticas da Alemanha e guarda mais semelhanças com a Catedral Metropolitana de São Paulo, Brasil. A nave central tem uma longitude de 43,20 metros por 10,70 m de largo e 19 m de alto. As colaterais medem 50,85 m de longitude, 5,50 m de largo e 10,50 m de altura, a cada uma. A altura da cúpula, do andar à lanterna, mede 35,5 m. As duas torres são de 50 m de altura cada uma, o que faz da basílica o edifício religioso mais alto da entidade tlaxcalteca. O baldaquino tem 12,50 metros de altura. Suas colunas são de mármore de Tepeaca. O altar-mór é de mármore italiano de Carrara.

## Celebrações
Aos 12 de maio da cada ano festeja-se a Nossa Senhora da Misericórdia, com celebrações eucarísticas e uma corrida de touros.